# 김중현 (1901년)
김중현(金重鉉, 1901년 ~ 1953년)은 일제강점기의  서양화가이며, 동양화가이다. 호는 철마(鐵馬)이다.
서울 출신으로, 1919년 경성성애학교(京城聖愛學校)를 졸업하였다. 체신국(遞信局) 및 USIS, 서울신문사 촉탁 등을 역임하면서 작품활동을 했다. 주로 선전(鮮展)이 활동무대였으며 서양화뿐만 아니라 동양화가로서도 위치를 굳힌 화가이다. 1925년의 제4회 선전에 출품, 특선했으며, 제9·10·15·16회전에서도 특선한 바 있다.

## 작품

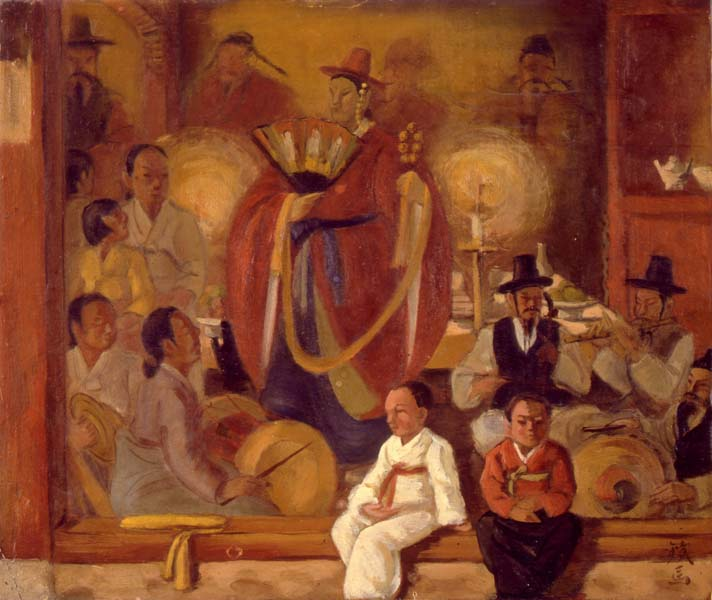
〈무녀도〉
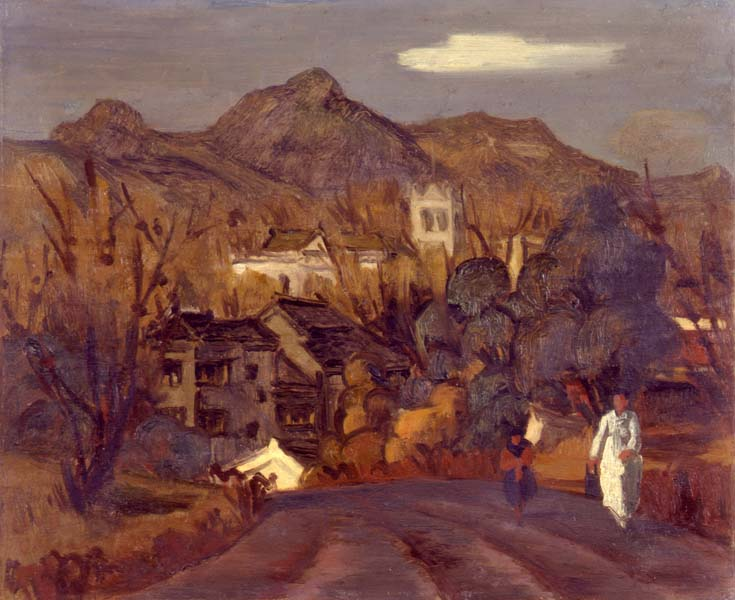
〈정동풍경〉
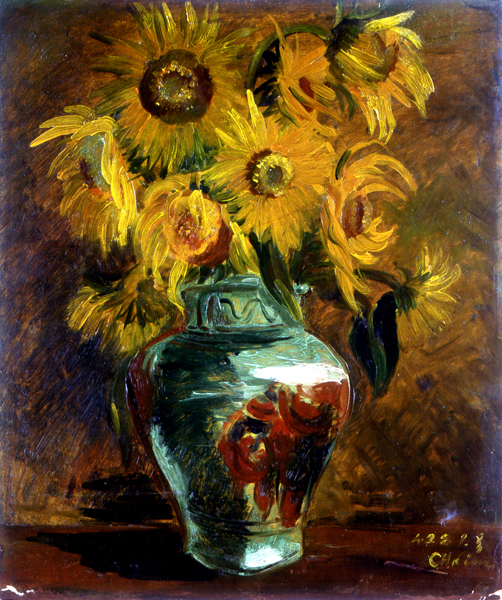
〈정물〉

## 참고 문헌
- 이 문서에는 다음커뮤니케이션(현 카카오)에서 GFDL 또는 CC-SA 라이선스로 배포한 글로벌 세계대백과사전의 내용을 기초로 작성된 글이 포함되어 있습니다.